# Хитрый Пётр
Хитрый Пётр (болг. Хитър Петър; макед. Итар Пејо) — персонаж болгарского и македонского фольклора, главный герой бытовых сказок, смешных историй и анекдотов, распространённых во всех областях Болгарии и Македонии на протяжении последних четырёхсот лет.

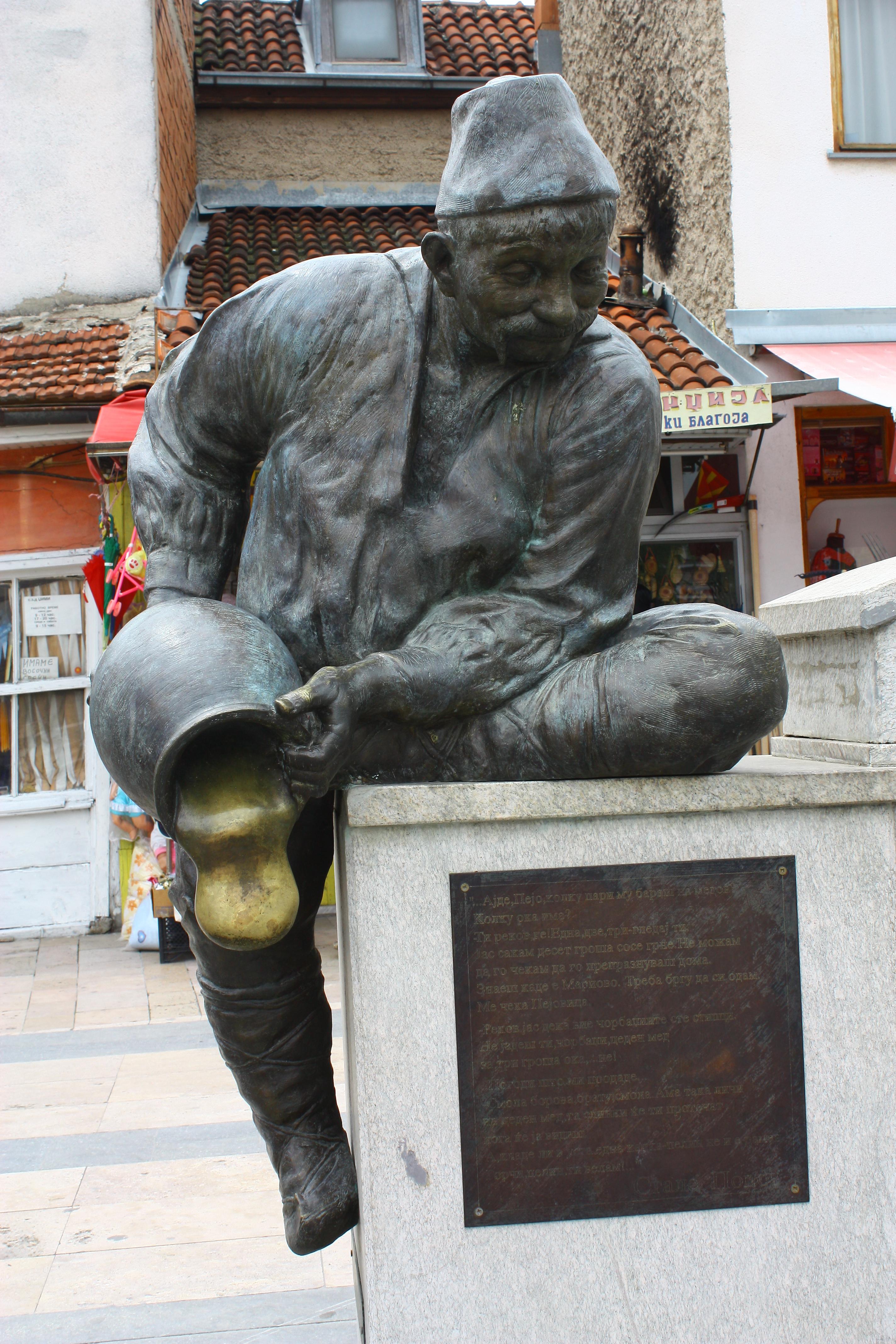
Памятник Хитрому Петру в Северной Македонии

## История
Впервые упоминается в XVI—XVII веках во времена османского владычества в Болгарии. Точно неизвестно из какой части Болгарии изначально происходят истории о Хитром Петре. Анекдоты о нём распространены в Добрудже, Македонии и Фракии. В Македонии считается, что герой происходит из области Мариово.
Персонаж Хитрого Петра появляется в литературных произведениях Ильи Блускова в 1873 году. В 1967 году о нём была написана опера. В 1939 и 1960 годах сняты комедийные фильмы.
В 2010 году в честь персонажа был назван нунатак Хитар Петар в Антарктике.

## Литературный образ
Хитрый Пётр, чьё имя говорит само за себя, — бедный крестьянин, отличающийся живым, лёгким, весёлым и добродушным нравом, исключительной сообразительностью и смекалкой, крестьянской мудростью и находчивостью. Только с помощью своего интеллекта герой успешно противостоит несправедливости по отношению к крестьянам и простым обывателям со стороны османских правителей, местной аристократии и духовенства.
Большинство сказок и анекдотов о Хитром Петре содержат сатирические мотивы и фабулу, высмеивая различные проявления социальной несправедливости.
Исследователи[кто?] обычно рассматривают Хитрого Петра как балканский аналог Ходжи Насреддина, который в свою очередь воспринимается болгарами как представитель завоевателей-османов. В болгарском варианте оба героя встречаются одновременно, часто в одной и той же истории и противопоставляются друг другу, соревнуясь в хитрости и смекалке. Хитрый Пётр неизменно выходит победителем.
Более поздний болгарский вариант Хитрого Петра — Бай Ганьо, иногда считается[кем?] слишком вульгарным, простым и обладает другими негативными качествами. Хитрый Петр остаётся в сознании болгар только положительным героем.